# Traité Harris

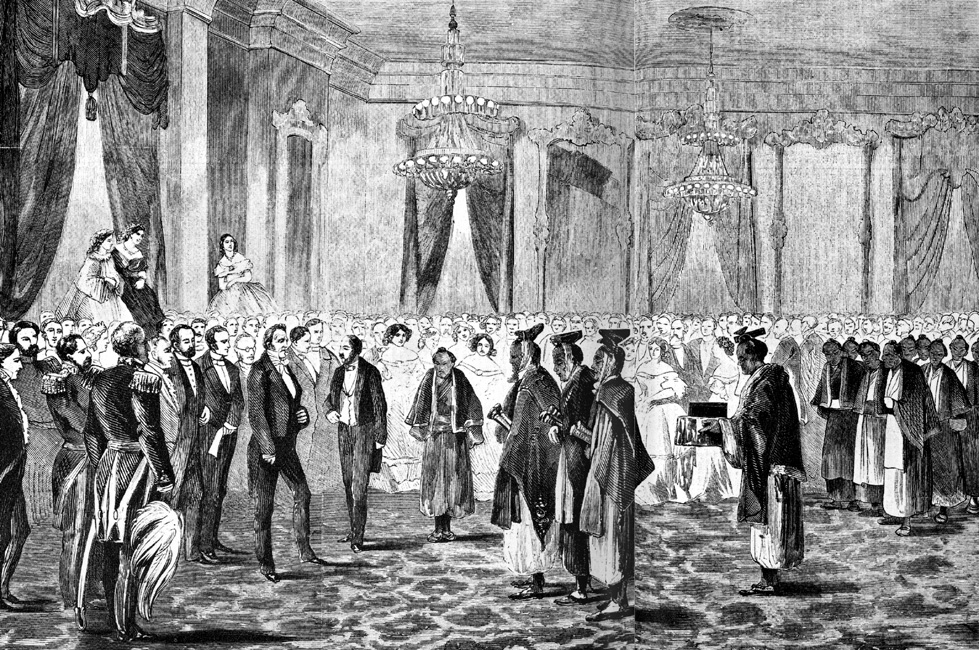
Le président James Buchanan accueille la délégation japonaise à la Maison-Blanche pour la signature du traité d'Amitié et de Commerce.

Le Traité Harris, également appelé traité d'Amitié et de Commerce (日米修好通商条約, Nichibei Shūkō Tsūshō Jōyaku) entre les États-Unis et le Japon a été signé au Ryōsen-ji à Shimoda le 29 juillet 1858. Il s'agit d'un des traités inégaux, signé entre les puissances colonialistes occidentales et les puissances colonisées d'Extrême-Orient. Il ouvrait les ports d'Edo et de quatre autres villes au commerce avec les États-Unis et accordait l'extraterritorialité aux américains, entre autres conditions.

## Le traité

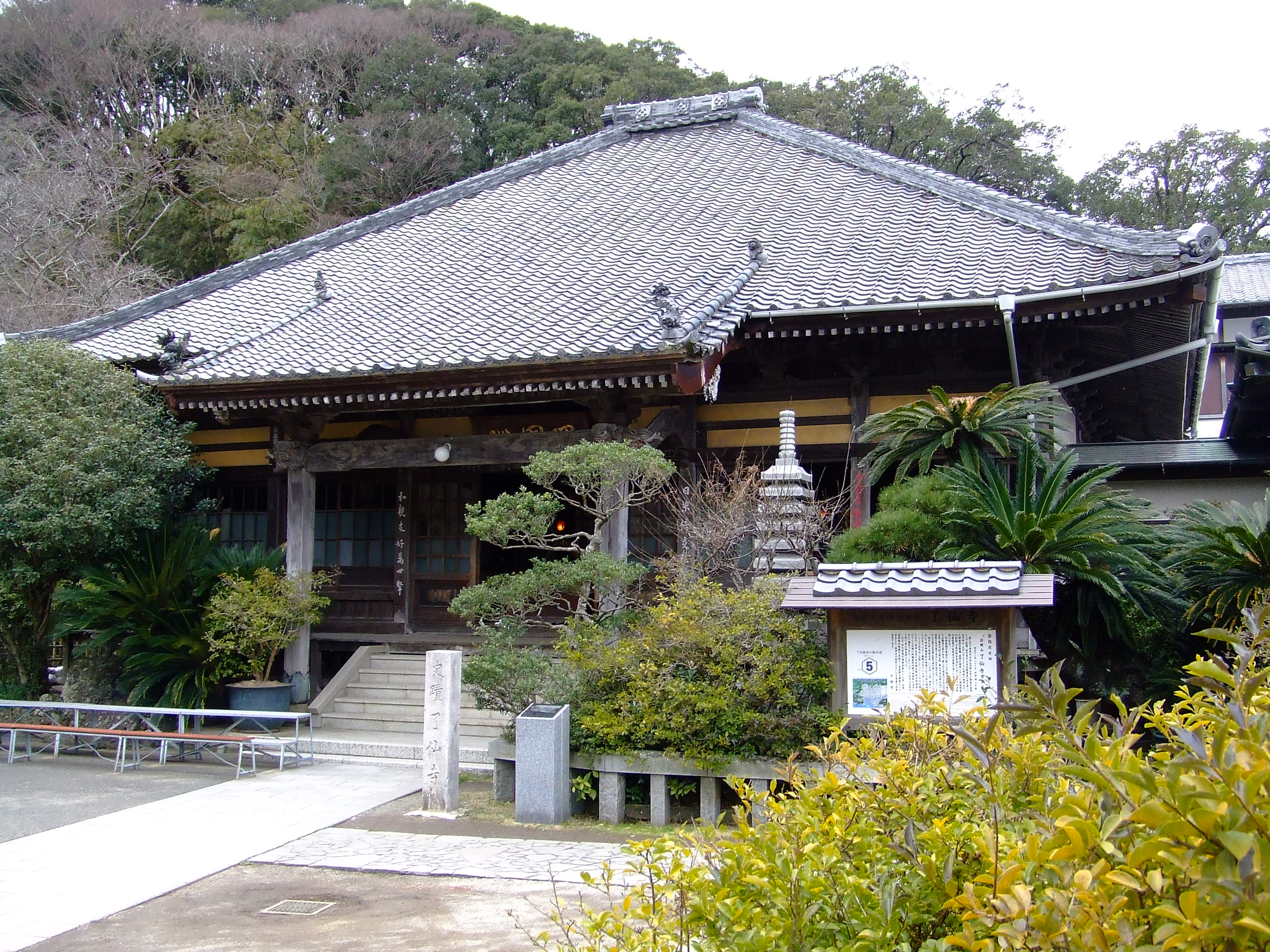
Le temple Ryōsen-ji à Shimoda, où le traité d'Amitié et de Commerce fut signé.

Le traité suivait la convention de Kanagawa de 1854, qui accordait des droits de charbonnage pour les bateaux américains et maintenait la présence d'un consul des États-Unis à Shimoda. Bien que le commodore Matthew Perry ait fait garantir du carburant et de la protection pour les bateaux américains, il laissa les droits marchands à Townsend Harris, un autre délégué américain qui était en pourparlers avec le shogunat Tokugawa ; le traité est donc souvent désigné sous le nom de Traité Harris. Deux ans ont été nécessaires pour venir à bout de la résistance japonaise, mais avec la menace des demandes britanniques pour des privilèges semblables, le gouvernement Tokugawa a, par la suite, capitulé.
Les points importants du traité étaient :
- échange d'agents diplomatiques ;
- les ports d'Edo, Kobe, Nagasaki, Niigata et Yokohama s'ouvraient au commerce avec les États-unis ;
- les citoyens américains étaient libres de vivre et de commercer dans ces ports (seul le commerce d'opium était interdit) ;
- un système d'extraterritorialité permettait aux citoyens américains d'être jugés selon les lois de leur pays au lieu des lois japonaises dans les tribunaux consulaires ;
- des taxes faibles à l'exportation et à l'importation étaient fixées, sous le contrôle de l'étranger, privant ainsi le gouvernement japonais de contrôle sur le commerce international et la protection de ses propres industries (les taxes descendirent à 5 % dans les années 1860) ;
- le Japon pouvait acheter des navires et des armes américaines ; trois navires à vapeur furent ainsi livrés en 1862.

L'accord suit la convention de Kanagawa de 1854, début d'une série de différents traités inégaux que le Japon devra signer avec les puissances étrangères. Ces traités inégaux, qui ont diminué la souveraineté japonaise pour la première fois de son histoire, indiquaient la faiblesse militaire du Japon, et étaient vus par l'Occident comme prétexte à une possible colonisation du Japon. Le rétablissement de la souveraineté nationale et de la force est devenu une priorité essentielle pour les Japonais, du fait des conséquences du traité ; ce fut la fin du bakufu (gouvernement shogunal), ainsi que de l'ère Edo et l'établissement d'un nouveau gouvernement impérial, celui de l'ère Meiji.

### Ratification
Le traité a été ratifié lors de la visite de la première mission japonaise de 1860 aux États-Unis.

## Intérêts américains au Japon
L'expédition de Perry vers le Japon a été directement liée à la notion de Destinée manifeste, avec laquelle la nation nord-américaine se donnait pour mission, sous le prétexte d'une volonté divine, de répandre la « démocratie et la civilisation » vers l'Ouest. Un an après le traité de Wanghia, autre traité inégal, permettant aux États-Unis d'entrer en Chine, le Japon avait un rôle d'une base de commerce entre la Chine et les États-Unis. Le secrétaire d'État des États-Unis, Daniel Webster, alla jusqu'à prétendre que Dieu avait créé le charbon pour les bateaux à vapeur et les autres navires de commerce « dans les profondeurs des îles japonaises pour le bénéfice de l'humanité. »

## Extension de la « crise Perry »

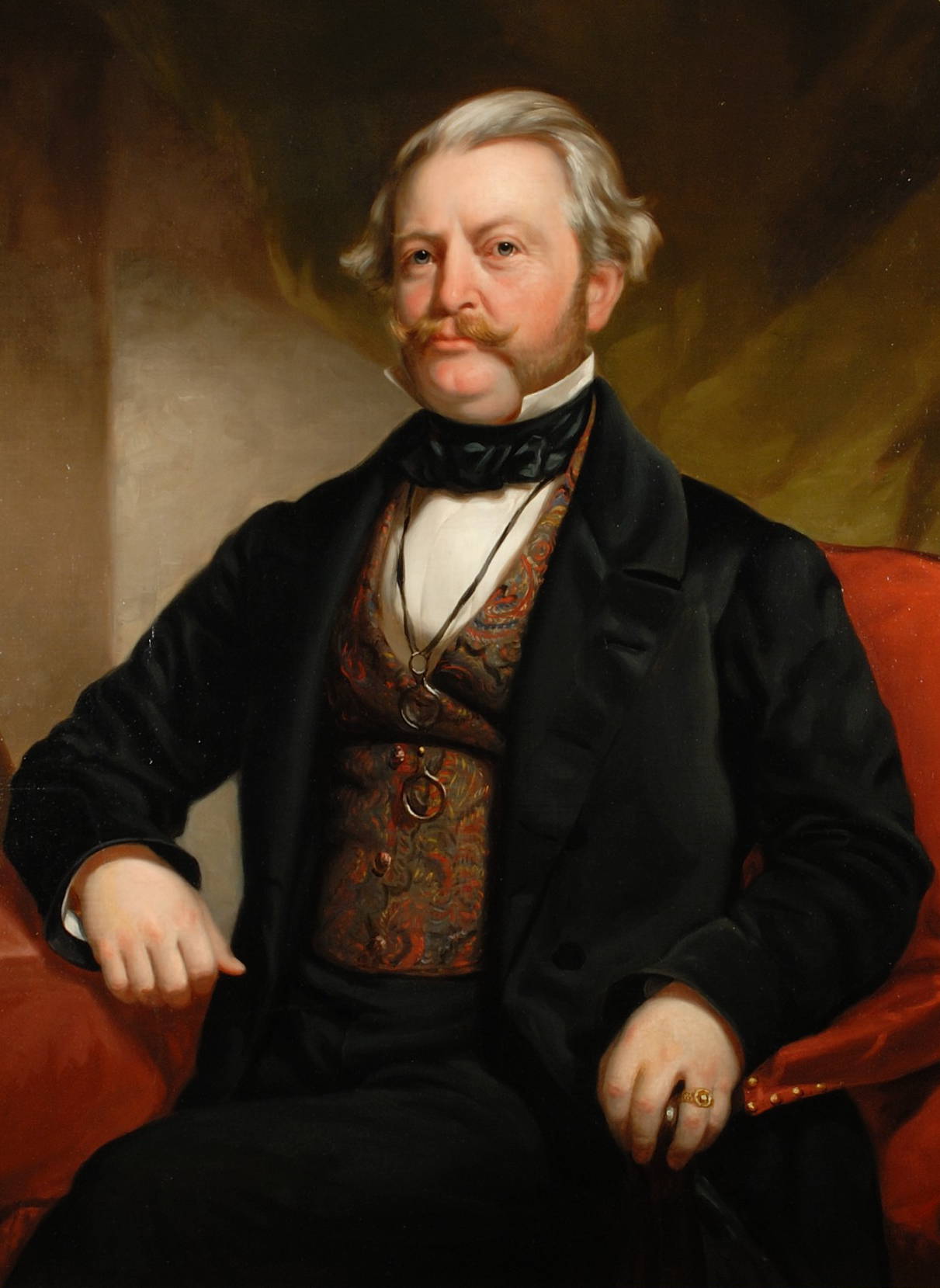
Portrait de Townsend Harris par James Bogle (1855).

La convention de Kanagawa, négociée par le  commodore Perry, était une première étape à l'extension contrainte de l'influence américaine au Japon. Cependant, la plupart des problèmes auxquels le shogunat Tokugawa devait faire face vinrent d'une division du pays entre les partisans de l'ouverture à l'ouest (kaikoku) et les défenseurs du jōi (« expulsez les barbares ») qui étaient favorables à une préservation de la culture et de l'influence japonaises jusqu'à ce que le Japon puisse faire face à la menace militaire de l'Occident. Les Japonais étaient au courant de l'assujettissement commercial des Chinois par les Anglais après la guerre de l'opium de 1840, mais ils étaient divisés pour savoir comment et quand ils ouvriraient inévitablement leurs ports. Les deux camps convinrent que le commerce devrait être contrôlé par les Japonais allant outre-mer, au lieu des étrangers venant au Japon et violant les lois d'isolement du pays. Plusieurs de ces fonctionnaires Tokugawa qui étaient d'accord sur le traité de Kanagawa, le firent  pour éviter la guerre avec les États-Unis ou la Grande-Bretagne. Le résultat fut une aggravation de la crise interne ; après 1858, le shogunat fut pris au piège entre les exigences de l'Occident et celles de ses puissants ennemis intérieurs.
Cependant, Townsend Harris était beaucoup plus exigeant que Perry. Harris, déclarant que les lois du Japon étaient « très particulières » et qu'il serait injuste que les étrangers vivent selon de telles règles, l'article III du traité donna aux Américains le droit de commercer et de résider à « Yedo » (Edo, actuelle Tokyo) et à Osaka sans contrôle du gouvernement japonais ; le traité a également tenu compte de la juridiction consulaire dans ces villes ouvertes au commerce américain, à l'exportation libre de l'or et de l'argent japonais, et à un tarif conventionnel. L'accès des étrangers au port d'Edo, la capitale shogunale, et le placement d'un fonctionnaire d'un gouvernement étranger près de l'empereur étaient menaçants, même pour ceux qui avaient soutenu publiquement l'ouverture à l'ouest. Ces demandes ont en particulier démontré le rôle prévisible des États-Unis au Japon ; il y avait la liberté du commerce, la permission des Américains d'affluer au Japon (mais pas des Japonais d'aller aux États-Unis), aucun intérêt pour les préoccupations militaires et de tolérance religieuse de la tradition japonaise. Ce n'était qu'un maillon d'une chaîne de commerce qui relierait l'Amérique du Nord à la Chine.
L'avertissement de Harris (et la menace) de la défaite inévitable de la résistance des Japonais face aux Britanniques et aux Français étaient suffisantes pour convaincre un grand nombre des membres kaikoku du shogunat Tokugawa d'accepter les conditions des États-Unis, quelque défavorables qu'elles fussent. Le souvenir de la défaite écrasante de la Chine était trop récent pour être ignoré.

## Un effort inutile

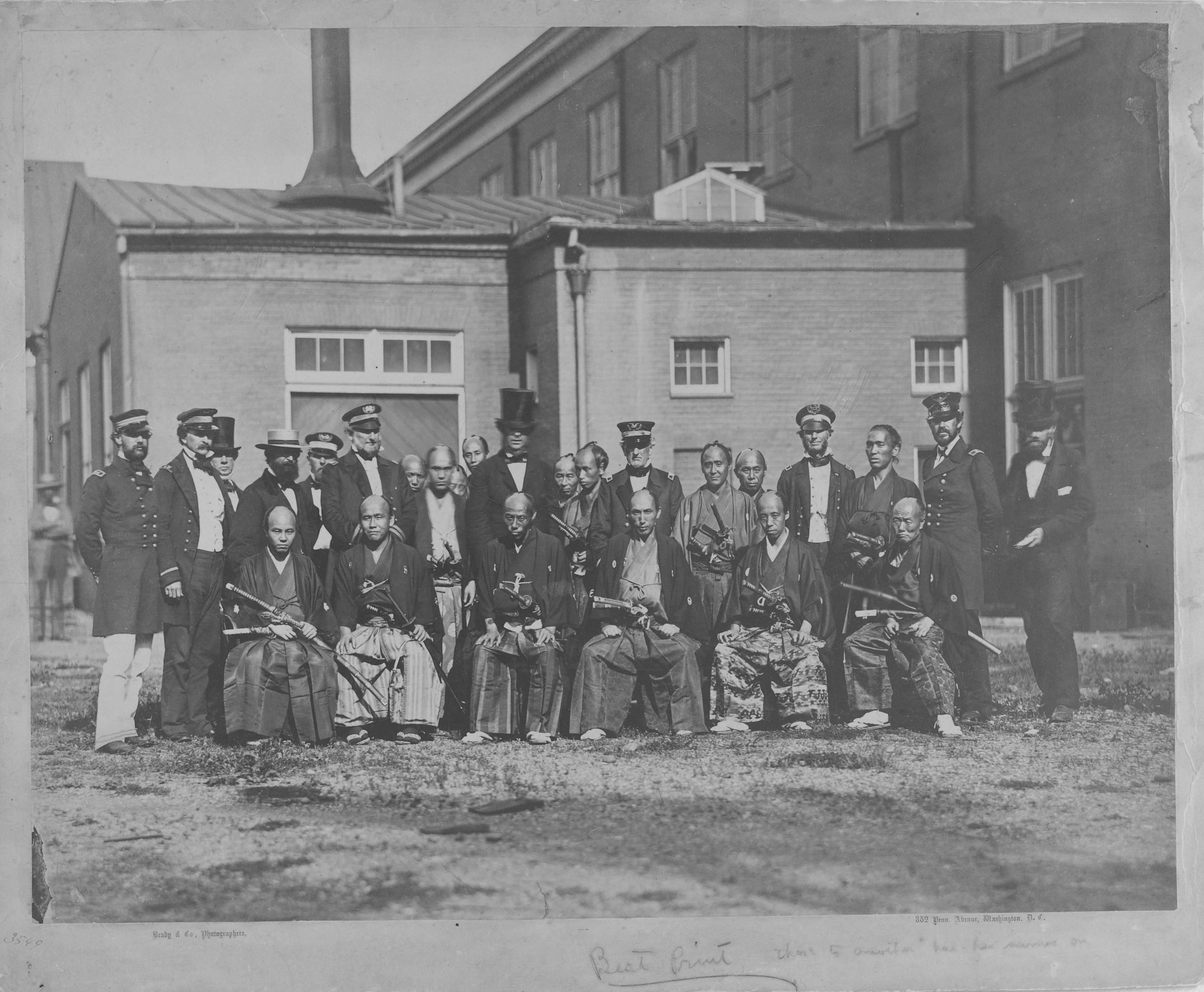
La mission japonaise de 1860 aux États-Unis, photographie de Mathew Brady.

Après avoir accepté à contre-cœur le traité Harris, des traités similaires furent rapidement signés au Japon, appelés les traités Ansei, avec  les Pays-Bas, la Russie, la Grande-Bretagne et la France. Ce processus a été accéléré par les résultats de la seconde guerre de l'opium en 1858 où les Chinois ont été de nouveau battus à plate couture par les Anglais et les Français. Harris a également suggéré que le Japon signe des « traités honorables » avant que la flotte franco-britannique alliée n'arrive au Japon et ne la contraigne à signer des « traités inégaux ». Cependant, le contenu de ces traités ne diffère pas dans ses points les plus essentiels du traité de Tianjin entre la Grande-Bretagne et la Chine en 1858, l'un des plus importants traités inégaux de l'histoire des relations Occident-Orient.